# Caner Cavlan
Caner Cavlan (* 5. Februar 1992 in Doetinchem) ist ein niederländischer Fußballspieler.

## Karriere
Cavlan begann seine Karriere bei DZC ’68. 2005 wechselte er in die Jugend des BV De Graafschap. Ab 2009 kam er für die Reservemannschaft von De Graafschap zum Einsatz. Im Oktober 2011 stand er gegen den SC Heerenveen erstmals im Kader der Profis. Im Dezember 2011 debütierte er für diese in der Eredivisie, als er am 16. Spieltag der Saison 2011/12 gegen AZ Alkmaar in der 58. Minute für Sjoerd Overgoor eingewechselt wurde. Zu Saisonende stieg er mit dem Verein aus der höchsten niederländischen Spielklasse ab.
Nach dem Abstieg kam Cavlan in der Saison 2012/13 zu drei Einsätzen in der Eerste Divisie. In der darauffolgenden Saison kam er zu sieben Einsätzen. Im September 2014 erzielte er bei einem 3:2-Sieg gegen Telstar sein erstes Tor für De Graafschap. Bis zum Ende der Saison 2014/15 kam er zu 36 Einsätzen in der Liga, in denen er sieben Tore erzielte. Zudem konnte er mit dem Verein nach drei Jahren wieder in die Eredivisie aufsteigen.
Nach dem Aufstieg verließ er den Verein und wechselte zum SC Heerenveen. Im August 2015 erzielte er bei einem 1:1-Remis gegen die PSV Eindhoven sein erstes Tor in der höchsten niederländischen Spielklasse. In seiner ersten Saison bei Heerenveen kam er zu 31 Einsätzen, in denen er ein Tor erzielte. Nachdem er in der Hinrunde der Saison 2016/17 nur noch zu sieben Einsätzen gekommen war, wurde er in der Winterpause in die Türkei an den Zweitligisten Şanlıurfaspor verliehen. Bis Saisonende kam er zu zwölf Einsätzen in der TFF 1. Lig, mit Şanlıurfaspor musste er jedoch aus dieser absteigen.
Nach dem Ende der Leihe kehrte er nicht zu Heerenveen zurück, sondern blieb in der Türkei und wechselte erneut leihweise zum Zweitligisten Boluspor. In der Saison 2017/18 kam er für Boluspor zu elf Zweitligaeinsätzen, in denen er ein Tor erzielte. Zur Saison 2018/19 verließ er Heerenveen schließlich endgültig und wechselte zum Erstligaaufsteiger FC Emmen. Für Emmen kam er in der Saison 2018/19 in allen 34 Spielen zum Einsatz und erzielte dabei vier Tore.
Zur Saison 2019/20 wechselte er nach Österreich zum Bundesligisten FK Austria Wien, bei dem er einen bis Juni 2022 laufenden Vertrag erhielt. In jener Spielzeit kam er zu sieben Einsätzen für die Austria in der Bundesliga. Nachdem er sich bei der ersten Mannschaft nicht durchsetzen konnte, kam er ab der Winterpause für die zweite Mannschaft in der 2. Liga zum Einsatz. Der Außenverteidiger wurde dort allerdings ausschließlich als Flügelstürmer eingesetzt und erzielte sechs Tore in neun Spielen. Nach einer Saison in Österreich kehrte er zur Saison 2020/21 zu Emmen zurück, wo er einen bis Juni 2021 laufenden Vertrag erhielt.
Nach dem Ablauf seines Vertrages wechselte der Verteidiger zur Saison 2021/22 zum türkischen Zweitligisten Bandırmaspor. Im Sommer 2023 wechselte er anschließend zum Drittligisten Iğdır FK, mit dem er am Ende der Saison 2023/24 in die 1. Lig aufstieg.